# 安藤直雄
安藤 直雄（あんどう なおたけ、1882年〈明治15年〉1月5日 - 1927年〈昭和2年〉8月7日）は、明治から大正期の政治家、華族。貴族院男爵議員。安藤宗家18代当主。位階は正四位。勲等は勲三等。

## 略歴
元紀伊田辺藩主・安藤直行の二男として生まれる。父の死去に伴い、1908年（明治41年）3月18日に男爵を襲爵した。
学習院高等科を修了。1911年（明治44年）5月30日、貴族院男爵議員補欠選で当選した。当選直後から研究会に所属し、1922年（大正11年）4月5日に、親和会に移ったが、1923年（大正12年）7月30日に戻った。1925年（大正14年）7月9日まで3期在任した。

## 親族
- 母：八千子（中御門経之三女）[1]
- 妻：鶴（松平直之長女、1910年5月結婚）[1][4]
- 長男：直義（男爵）[1]
- 三女：政子（松平直冨養女）[1]
- 七女：章子（水野忠文夫人）[1]